# تكية أم علي
تكية أم علي هي منظمة غير حكومية أردنية، تأسست في عام 2003 على يد الأميرة هيا بنت الحسين، لتُمثل أول مبادرة من نوعها لمكافحة الجوع في الأردن والعالم العربي. كما أنها تُعد أول منظمة غير حكومية تقوم بتقديم الوجبات الساخنة وتوفير الإعانات الإنسانية الغذائية للفقراء والمحتاجين في الأردن ضمن برامج مستدامة. تبلورت فكرتها بدايةً على يد الملكة علياء منذ أكثر من 30 عاماً، وهي مُستلهمة من المفهوم الإسلامي الذي يوصي بتوفير الغذاء للفقراء وتحمل المسؤولية الاجتماعية تجاههم عن طريق رعاية الأشخاص الأقل حظاً.
يقع مقر تكية أم علي في قلب العاصمة الأردنية عمّان في منطقة المحطة. وقد أضحت تكية أم علي منظمة رائدة في مكافحة الجوع بالمملكة، حيث قامت بتوصيل أكثر من 360,642 طرد غذائي وتقديم ما يفوق 1,641,215 وجبة ساخنة للفقراء والمحتاجين منذ عام 2005.
الرسالة: مؤسسة انسانية تكافح الجوع و نقص التغذية عن طريق إيصال دعم المتبرعين إلى المواطنين الأشد فقرا عبر برامج دعم غذائي صحية و مستدامة وفق منهجية علمية و ضوابط شرعية تنفذ بفعالية ضمن إطار واضح من الحوكمة تضمن الشفافية و المساءلة وبناء الشراكات المحلية والأجنبية لتنسيق الجهود وتوعية المجتمع بواقع الجوع من اجل مجتمع فاعل و عيش كريم.
الرؤية: نحو أردن خالٍ من الجوع .

## البرامج
- برنامج التغذية المحلي
- برنامج الإمدادات الغذائية الخارجية
- برنامج التغذية المدرسي
- برنامج التأهيل والتوظيف

## روابط خارجية
- الموقع الرسمي لتكية أم علي (بالعربية والإنجليزية)